# Nhậm Khải Tình
Nhậm Khải Tình (tiếng Trung: 任暟晴, tiếng Anh: Jasmine Yam Hoi Ching; sinh ngày 22 , 2006). Là nữ ca sĩ Hồng Kông. Tổng quán quân "Truyền kỳ tân tinh" của chương trình tìm kiếm tài năng ca hát "Thanh mộng truyền kỳ 2" của TVB năm 2022.

## Cuộc sống thuở nhỏ
Nhậm Khải Tình tiếp xúc âm nhạc từ nhỏ, bắt đầu học ca hát năm 3, 4 tuổi, đã đạt cấp 8 Thanh nhạc, cấp 8 ABRSM ca hát, cấp 8 ABRSM Piano. Từng tham gia ít nhất 10 cuộc thi ca hát trong học thuật hoặc trong trường, cũng đạt được thành tích nổi bật, chẳng hạn trong hạng mục độc xướng thanh nhạc (ngoại ngữ) liên hoan âm nhạc học đường Hồng Kông lần thứ 70 đạt hạng 3 cho nhóm từ 13 tuổi trở xuống, lần thứ 74 đạt hạng 3 cho nhóm giọng nữ 16 tuổi trở xuống. Khải Tình tốt nghiệp Tiểu học trực thuộc Trung học St. Stephen năm 2018, hiện tại đang theo học tại Trung học St. Stephen Xích Trụ và tham gia đoàn hợp xướng trong trường. Khải Tình học nhạc cổ điển từ nhỏ và từng nghĩ sẽ theo học ngành Âm nhạc, nhưng vì bây giờ bản thân thích nhạc pop hơn, nên có xu hướng chọn nghệ thuật tự do.

## Sự nghiệp diễn nghệ

### Năm 2021 đến nay: Tham gia "Thanh mộng truyền kỳ 2" và ra mắt
Giữa năm 2021, Nhậm Khải Tình báo danh tham gia cuộc thi tìm kiếm tài năng ca hát "Thanh mộng truyền kỳ 2" của TVB và thành công vào vòng trong. Trong tập 1 của cuộc thi cô ấy hát bài "Một công một" (一加一) nhận được chú ý, tập 2 được huấn luyện viên Lý Hạnh Nghê chọn và gia nhập đội đỏ, kể từ đó các bài hát thi đấu như "Ngọc hồ điệp" (玉蝴蝶) và "Đêm nay vui sướng" (歡樂今宵) đều ở trong hàng các video phổ biến trên Youtube. Cô ấy được cư dân mạng bầu chọn lên hạng 1 "Bảng nhân khí học viên" liên tục 9 lần từ hiệp 4 đến hiệp 12. Trong bán kết biểu diễn bài hát "Gần như vậy xa như thế" (這麼近那麼遠) và thăng cấp top 5, vào tổng chung kết ngày 2/10/2022 trở thành tổng Quán quân "Truyền kỳ tân tinh", hai bài hát trận chung kết đều xuất hiện trên xếp hạng phổ biến Youtube Hồng Kông, trong đó có bài "Điên rồi" (瘋了) từng đứng đầu xếp hạng phổ biến.
Ngày 1/11/2022, cùng các học viên "Thanh mộng truyền kỳ 2" tham gia concert tốt nghiệp Thanh mộng truyền kỳ 2 "Prom Night" được tổ chức ở Sân vận động Macpherson Vượng Giác, đây là concert bán vé công khai đầu tiên mà Khải Tình tham gia.
Ngày 5/11/2022, Nhậm Khải Tình phát hành đơn khúc cá nhân đầu tiên "Breath Away", chính thức ra mắt, bài hát sẽ được biểu diễn lần đầu trong "Thanh mộng truyền kỳ 2 Đấu đá sân nước ngoài".

## Kinh nghiệm thi đấu

### Thanh mộng truyền kỳ 2
Số điểm phụ thuộc vào số lượng đèn do 25 giám khảo đưa ra, tức là điểm tuyệt đối là 25 điểm.
| Tập | Ngày phát sóng | Bài hát biểu diễn                                              | Hợp tác với                                                                    | Ghi chú                                                                                             |
| --- | -------------- | -------------------------------------------------------------- | ------------------------------------------------------------------------------ | --------------------------------------------------------------------------------------------------- |
| 1   | 11/6/2022      | 一加一/ Một cộng một - Giang Hải Ca                            | —                                                                              | Tập giới thiệu, không tính điểm                                                                     |
| 2   | 18/6/2022      | Poker Face - Lady Gaga                                         | Triệu Tử Nặc, Tiêu Trình Khiêm, Lưu Chỉ Quân@XiX                               | Gia nhập vào nhóm của huấn luyện viên Lý Hạnh Nghê                                                  |
| 3   | 25/6/2022      | 玉蝴蝶/ Ngọc hồ điệp - Tạ Đình Phong                           | —                                                                              | Lấy 19 đèn xanh, thăng cấp                                                                          |
| 6   | 23/7/2022      | 3AM - Giang Hải Ca                                             | —                                                                              | Thi đấu với tư cách thành viên đội đỏ, thua trận với tỉ số 9:16 đèn và thăng cấp                    |
| 9   | 13/8/2022      | 歡樂今宵/ Đêm nay vui sướng - Cổ Cự Cơ                         | —                                                                              | Thi đấu với tư cách thành viên đội đỏ, thắng trận với tỉ số 16:9 đèn                                |
| 9   | 13/8/2022      | 激光中/ Tia laze - La Văn                                      | Văn Tá Khuông, Giang Đình Tuệ, Trần Tấn Hiên, XiX                              | Thi đấu với tư cách thành viên đội đỏ, tiết mục Power Medley concert, thắng trận với tỉ số 16:9 đèn |
| 9   | 13/8/2022      | 流非飛/ Chảy không bay - Vương Phi                             | Văn Tá Khuông, Giang Đình Tuệ, Trần Tấn Hiên, XiX                              | Thi đấu với tư cách thành viên đội đỏ, tiết mục Power Medley concert, thắng trận với tỉ số 16:9 đèn |
| 10  | 27/8/2022      | We Will Rock You, We Are The Champions - Queen                 | Trần Tấn Hiên, Bành Gia Hiền, Triệu Tử Nặc, Giang Đình Tuệ, XiX, Văn Tá Khuông | Thi đấu với tư cách thành viên đội đỏ, tiết mục encore concert, thua trận với tỉ số 8:17 đèn        |
| 12  | 10/9/2022      | 喜歡你 + 情人/ Thích anh + Người tình - Beyond                 | Triệu Tiểu Đình                                                                | Thi đấu với tư cách thành viên đội đỏ, thắng trận với tỉ số 14:11 đèn và thắng cấp                  |
| 13  | 17/9/2022      | 這麽近那麽遠/ Gần như vậy xa như thế - Trương Học Hữu          | —                                                                              | Thắng trận với tỉ số 20:5 đèn và tiến vào top 5                                                     |
| 15  | 2/10/2022      | 我等到花兒也謝了/ Em đợi đến nỗi hoa cũng tàn - Trương Học Hữu | —                                                                              | Đạt 21 điểm, tổng điểm 20.4% thăng cấp hiệp 2 (Top 2 cuối cùng)                                     |
| 15  | 2/10/2022      | 瘋了/ Điên rồi - Lâm Ức Liên                                   | —                                                                              | Đạt 21 điểm, tổng điểm tích lũy được 43.28% trở thành Quán quân của cuộc thi                        |
| 16  | 5/11/2022      | 是但求其愛 - Trần Dịch Tấn                                     | —                                                                              | Cùng đội Star Team thắng giải quán quân đồng đội                                                    |

## Tác phẩm âm nhạc

### Đơn khúc
| Ngày phát hành | Bài hát                                 | Viết lời                                                                                     | Viết nhạc                                        | Biên khúc                                        | Giám chế                  | Ghi chú                                                                              |
| -------------- | --------------------------------------- | -------------------------------------------------------------------------------------------- | ------------------------------------------------ | ------------------------------------------------ | ------------------------- | ------------------------------------------------------------------------------------ |
| 18/6/2022      | 我超越我/ Tôi vượt qua tôi              | Trương Trì Hào, Lâm Quân Liên, Hà Tấn Lạc, Tiển Tĩnh Phong, Dương Hy Lời rap: Trương Trì Hào | Trương Trì Hào                                   | Đới Vỹ                                           | Lưu Dịch Thăng            | Nhạc chủ đề "Thanh mộng truyền kỳ 2", hát cùng các học viên "Thanh mộng truyền kỳ 2" |
| 24/9/2022      | Hat Trick                               | Lâm Bảo                                                                                      | Michael James Down, Will Taylor, Primoz Poglajen | Michael James Down, Will Taylor, Primoz Poglajen | Châu Tích Hán             | Hát cùng các học viên "Thanh mộng truyền kỳ" mùa 1, 2                                |
| 11/5/2022      | Breath Away                             | Lâm Nhược Ninh                                                                               | Eric Kwok, Trần Hoán Nhân                        |                                                  | Eric Kwok, Trần Hoán Nhân | Đơn khúc ra mắt cá nhân                                                              |
| 17/2/2023      | 怪你過份美麗/ Trách em sao quá xinh đẹp | Lâm Tịch                                                                                     | Đường Dịch Thông                                 | Lý Thông                                         | Eric Kwok, Châu Sơ Thần   | Hát lại tác phẩm của Trương Quốc Vinh                                                |

### Thành tích bài hát phái đài
| Thành tích bài hát phái đài (5 đài) | Thành tích bài hát phái đài (5 đài)     | Thành tích bài hát phái đài (5 đài) | Thành tích bài hát phái đài (5 đài) | Thành tích bài hát phái đài (5 đài) | Thành tích bài hát phái đài (5 đài) | Thành tích bài hát phái đài (5 đài) | Thành tích bài hát phái đài (5 đài)                   |
| ----------------------------------- | --------------------------------------- | ----------------------------------- | ----------------------------------- | ----------------------------------- | ----------------------------------- | ----------------------------------- | ----------------------------------------------------- |
| Album                               | Bài hát                                 | 903                                 | RTHK                                | 997                                 | TVB                                 | ViuTV                               | Ghi chú                                               |
| 2022                                |                                         |                                     |                                     |                                     |                                     |                                     |                                                       |
|                                     | Hat Trick                               | -                                   | -                                   | -                                   | 1*                                  | ×                                   | Hát cùng các học viên "Thanh mộng truyền kỳ" mùa 1, 2 |
| Remembering Leslie                  | 怪你過份美麗/ Trách em sao quá xinh đẹp | -                                   | -                                   | -                                   | -                                   | ×                                   | Hát lại tác phẩm của Trương Quốc Vinh                 |

| Tổng số bài quán quân các đài | Tổng số bài quán quân các đài | Tổng số bài quán quân các đài | Tổng số bài quán quân các đài | Tổng số bài quán quân các đài | Tổng số bài quán quân các đài  |
| ----------------------------- | ----------------------------- | ----------------------------- | ----------------------------- | ----------------------------- | ------------------------------ |
| 903                           | RTHK                          | 997                           | TVB                           | ViuTV                         | Ghi chú                        |
| 0                             | 0                             | 0                             | 1                             | 0                             | Tổng số bài quán quân 5 đài: 0 |

- （*）Đang lên bảng
- （-）Chưa thể lên bảng
- （×）Không có phái đài

## Tác phẩm diễn xuất

### Chương trình tổng hợp
| Năm  | Tên chương trình       | Tên chương trình | Ghi chú  |
| TVB  | TVB                    | TVB              | TVB      |
| ---- | ---------------------- | ---------------- | -------- |
| 2022 | Thanh mộng truyền kỳ 2 | 聲夢傳奇2        | Thí sinh |

## Concert
| Tên concert                         | Thời gian                 | Số sân | Địa điểm                           | Đơn vị tổ chức | Ghi chú                                     |
| ----------------------------------- | ------------------------- | ------ | ---------------------------------- | -------------- | ------------------------------------------- |
| Thanh mộng truyền kỳ 2 "Prom Night" | Ngày 1/11/2022 lúc 20 giờ | 1      | Sân vận động Macpherson Vượng Giác | TMG, AAM       | Concert tốt nghiệp "Thanh mộng truyền kỳ 2" |

## Giải thưởng và đề cử
| Năm  | Đơn vị phát thưởng                           | Giải thưởng                    | Tác phẩm | Kết quả                    |
| ---- | -------------------------------------------- | ------------------------------ | -------- | -------------------------- |
| 2022 | Thanh mộng truyền kỳ 2                       | Truyền kỳ tân tinh (Quán quân) | —        | Đoạt giải                  |
| 2022 | Thanh mộng truyền kỳ 2 Đấu đá sân nước ngoài | Quán quân đồng đội             | —        | Đoạt giải (cùng Star Team) |